# Lista de lagoas dos Açores

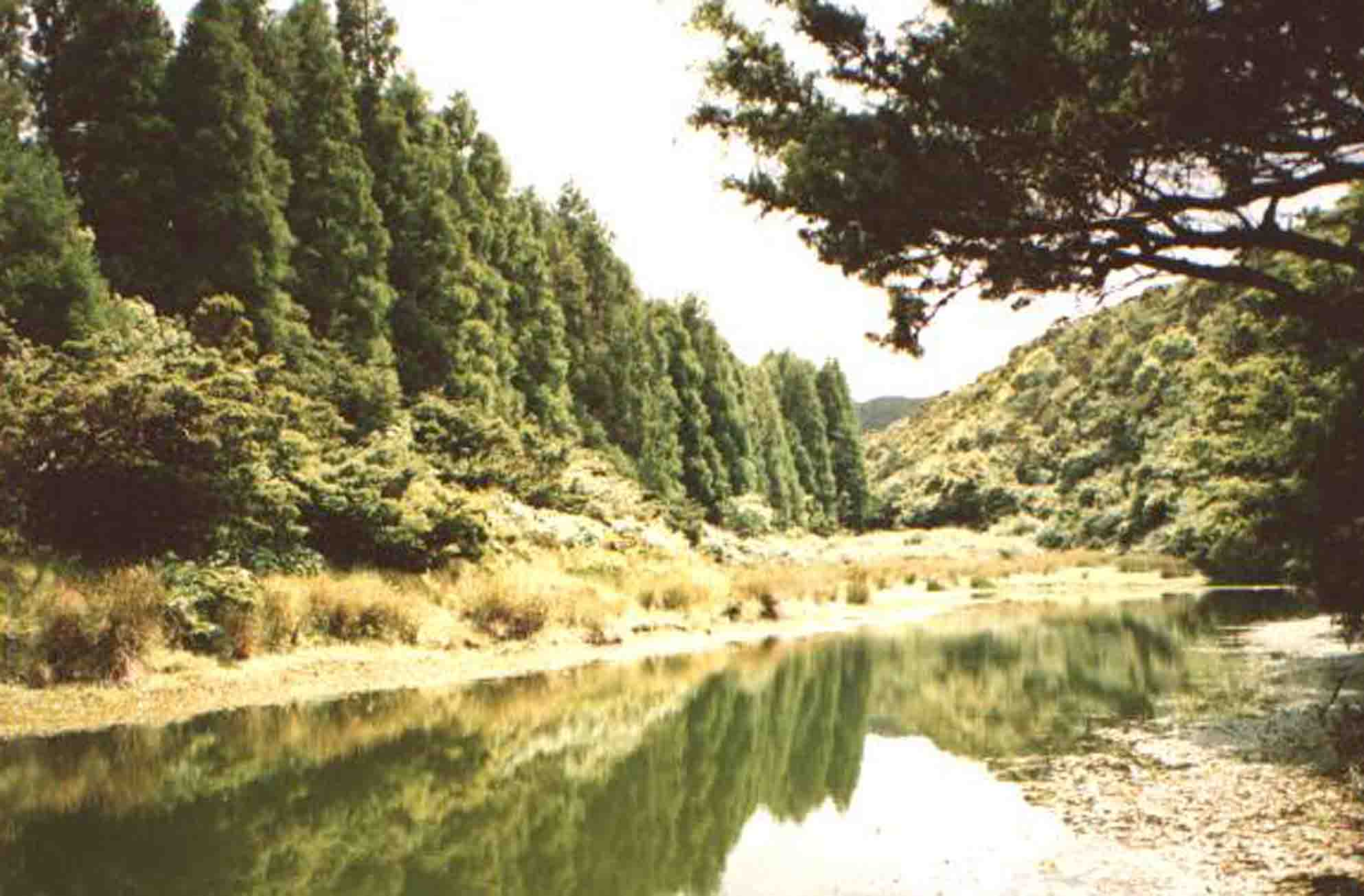
Chã das Lagoinhas, Lagoa Grande, ilha Terceira, Açores.

Esta é uma lista de lagoas dos Açores, classificadas por localização.

## Ilha do Corvo
- Lagoa do Caldeirão

## Ilha das Flores
- Lagoa Funda, também Lagoa Negra
- Lagoa Funda das Lajes
- Lagoa Branca
- Lagoa Comprida
- Lagoa Seca
- Lagoa da Lomba
- Lagoa Rasa
- Lagoa dos Patos

## Ilha do Faial
- Lagoa da Caldeira

## Ilha do Pico
- Lagoa da Prainha
- Lagoa do Capitão
- Lagoa do Paul
- Lagoa Corre Água
- Lagoa do Landroal
- Lagoa do Caiado
- Lagoa Seca
- Lagoa dos Grotões
- Lagoa da Rosada
- Lagoa Negra
- Lagoa do Peixinho
- Lagoa do Ilhéu
- Lagoa do Paúl
- Lagoa da Barreira

## Ilha Graciosa
- Lagoa da Vila

## Ilha Terceira
- Lagoa Negra
- Lagoa do Negro
- Chã das Lagoinhas
- Lagoa das Patas (ou lagoa da Falca)
- Lagoa do Ginjal
- Lagoinha
- Lagoa Funda
- Lagoa do Pico do Alpanaque
- Lagoa do Pico do Areeiro
- Lagoa do Escampadouro
- Lagoa do Junco
- Lagoa do Labaçal

## Ilha de São Miguel
- Lagoa da caldeira das Sete Cidades
- Lagoa de Santiago
- Lagoa Rasa (Feteiras)
- Lagoa Rasa (Sete Cidades)
- Lagoa do Fogo
- Lagoa do Ilhéu de Vila Franca do Campo
- Lagoa das Furnas
- Lagoa das Éguas
- Lagoa do Congro
- Lagoa do Canário
- Lagoa Empadadas
- Lagoa de Pau Pique
- Lagoa do Carvão
- Lagoa de São Brás
- Lagoa do Areeiro
- Lagoa dos Nenúfares
- Lagoa do Peixe
- Lagoa do Charco da Madeira
- Lagoa das Canas
- Lagoa da Prata
- Lagoa das Achadas
- Lagoa do Caldeirão Grande
- Lagoa do Caldeirão Norte
- Lagoa do Junco

## Ilha de São Jorge
- Lagoa da Fajã de Santo Cristo
- Lagoa da Fajã dos Cubres
- Lagoa do Pico do Bernardino
- Lagoa do Pico Alto
- Lagoa do Pico da Esperança
- Lagoa do Pico Pinheiro